# Sozomenos
Salamanes Hermeias Sozomenos (altgriechisch Σαλαμάνης Ἑρμείας Σωζομενός; † um 450) war ein bedeutender spätantiker Kirchenhistoriker.

## Leben und Werk
Der Grieche Sozomenos stammte aus Gaza, das in dieser Zeit zum Oströmischen Reich gehörte. Er war orthodox-christlich erzogen, juristisch gebildet und zeigte besonderes Interesse am Mönchtum; auch hielt er sich offenbar einige Zeit im Westen des Römischen Reiches auf.
Von Sozomenos ist eine Theodosius II. gewidmete griechische Kirchengeschichte (Historia Ecclesiastica) in neun Büchern erhalten, von der Buch 9 nur unvollständig erhalten ist. Sie behandelt (in Anschluss an Eusebios) die Zeit von 324 bis 439 und stellt eine wichtige Quelle für diese Zeit dar.
Das Werk steht in einer ähnlichen Tradition wie die Kirchengeschichten des Theodoret und des Sokrates Scholastikos, dessen Werk Sozomenos augenscheinlich intensiv rezipiert hat. Die drei Werke werden aufgrund der Ähnlichkeiten zueinander meist gemeinsam betrachtet, auch wenn die jüngere Forschung die Unterschiede zwischen ihnen stärker betont. Aufgrund der von Cassiodor angeregten lateinischen Übersetzung entfalteten sie auch im Westen eine große Wirkung, die das ganze Mittelalter anhielt. Kennzeichnend für Sozomenos ist sein Bestreben, die Gattung der Kirchengeschichte aus ihrer Bindung an die Chronistik zu lösen und der klassischen griechischen Geschichtsschreibung anzunähern. So zog er als eine wichtige Quelle das umfassende (aber verlorene) klassizistische Geschichtswerk des Heiden Olympiodoros von Theben heran, wenngleich er das Material wohl nach seinen Ansichten arrangierte; er behandelt dabei neben der Kirchengeschichte im engeren Sinne auch recht stark profangeschichtliche Ereignisse.

## Ausgaben und Übersetzungen
- Sozomenus: Kirchengeschichte. Herausgegeben von Joseph Bidez (Die Griechischen Schriftsteller der Ersten Jahrhunderte. Neue Folge, Band 4). 2. Auflage, Akademie-Verlag, Berlin 1995 (griechisch; Erstauflage 1957).
- Sozomène. Histoire Ecclésiastique. Übersetzt von André-Jean Festugière und Bernard Grillet (= Sources Chrétiennes. Bände 306/418/495/516). 4 Teilbände, Éditions du CERF, Paris 1983 (griechisch/französisch).
- Günther Christian Hansen (Hrsg.): Sozomenos. Historia Ecclesiastica – Kirchengeschichte (= Fontes Christiani. Band 73). 4 Teilbände, Brepols, Turnhout 2004 (aktuelle wissenschaftliche Edition; griechisch/deutsch).